# Jean Hubert Couzy
Jean Hubert Couzy (Amsterdam, 20 januari 1902 – Apeldoorn, 17 juli 1973) was een Nederlands generaal en politicus voor de Volkspartij voor Vrijheid en Democratie (VVD).

## Levensloop
Jean Couzy werd geboren als zoon van Willem Couzy en Louise Marie Jones. Na de HBS in Amsterdam volgde hij van 1919 tot 1922 de officiersopleiding aan de Koninklijke Militaire Academie te Breda. Van 1932 tot 1935 studeerde hij aan de Hogere Krijgsschool te Den Haag. Couzy begon zijn carrière in 1922 als officier bij de artillerie. Van 1 mei 1946 tot 1 juni 1950 was hij docent aan de Hogere Krijgsschool te Den Haag en van 1 juni 1950 tot 1952 was hij daar directeur. Na een periode van zeven jaar als commandant van de eerste divisie, de vierde divisie en het 1e Legerkorps, was hij van 20 maart 1959 tot 22 februari 1967 lid van de Tweede Kamer der Staten-Generaal.
In 1929 trouwde Couzy met Geertruida Nizette Fortanier. Een zoon van hen is de generaal Hans Couzy, in de jaren negentig Bevelhebber der Landstrijdkrachten van het Nederlandse leger.

## Nevenfuncties
- Voorzitter van de Vereniging van officieren bij de Koninklijke Landmacht
- Lid van het bestuur van de Vereniging tot bevordering van de Krijgswetenschappen
- Lid van de Defensiecommissie

## Ridderorde
- Officier in de Orde van Oranje-Nassau, 29 april 1950
- Ridder in de Orde van de Nederlandse Leeuw, 1957
- Commandeur in de Orde van Oranje Nassau, 1967